# روکولانا (خواننده)
روکولانا (اوکراینی: Роксоляна Ігорівна Сирота؛ زادهٔ ۳۰ ژوئیهٔ ۱۹۹۷) خواننده اهل اوکراین است. وی از سال ۲۰۲۱ میلادی تاکنون مشغول فعالیت بوده‌است.